# Saisons de Chroniques criminelles
Cette page présente la liste complète des saisons de l'émission Chroniques criminelles.
La programmation de l'émission est reconstituée à partir des informations trouvées sur le site internet de Playtv et de Télérama.
Des informations sont mentionnées dans la colonne « Détails et informations supplémentaires », sauf si l'article correspondant existe.

## Saisons

### Première saison (octobre2013-juillet2014)
| Date de première diffusion | Titres de l'épisode                                              | Détails et informations supplémentaires |
| -------------------------- | ---------------------------------------------------------------- | --- |
| 26 octobre 2013            | L'affaire Mouzin                                                 | Estelle Mouzin, 9 ans, disparaît le 9 janvier 2003 à Guermantes (Hauts-de-Seine). Bien que la victime n'ait jamais été retrouvée, le tueur en série Michel Fourniret avoue le crime en 2020. |
| 26 octobre 2013            | La vengeance d'une femme                                         | |
| 26 octobre 2013            | Lydia, une vie en enfer                                          | |
| 26 octobre 2013            | Affaire Émile Louis : les disparues de l'Yonne                   | |
| 26 octobre 2013            | Caroline, une vie en éclats                                      | Le 31 juillet 1991 à Clairac (Lot-et-Garonne), Caroline Nolibé, 18 ans, est poignardée dans la rue par Philippe Guendouze, déficient mental. |
| 26 octobre 2013            | Natascha Kampusch, huit ans de calvaire                          | |
| 2 novembre 2013            | Affaire Michel Fourniret : l'ogre des Ardennes                   | |
| 2 novembre 2013            | Un crime à la Columbo                                            | Le 14 juillet 1995 à Sarcelles (Val-d'Oise), Jean-Bernard Wiktorska, imprimeur, 42 ans, est tué sur un banc de musculation par Jean-Stéphane Saizelet et Nadège Gallet. |
| 2 novembre 2013            | Aimée et Catherine, harcelées jusqu'à la mort                    | ? |
| 9 novembre 2013            | L'affaire Dupont de Ligonnès : la tuerie de Nantes               | |
| 9 novembre 2013            | La maison de l'horreur                                           | |
| 9 novembre 2013            | Christine-Marie, mormon et prostituée                            | États-Unis riche entrepreneuse par Adam prophète autoproclamé ses enfants retirés sans un sous. |
| 16 novembre 2013           | L'affaire Dany Leprince : meurtre en famille                     | |
| 16 novembre 2013           | Beauté fatale                                                    | |
| 16 novembre 2013           | Susan, brisée par un mari paranoïaque                            | ? |
| 23 novembre 2013           | Affaire Hodeau : un jogging mortel                               | |
| 23 novembre 2013           | Un meurtre sans cadavre                                          | Thierry Bielle-Bidalot, 34 ans, est tué par son ex-beau-père Pierre Soum à Arros-de-Nay (Pyrénées-Atlantiques) le 23 septembre 1998. |
| 23 novembre 2013           | Kerry, sous l'emprise d'un groupe terroriste                     | ? |
| 30 novembre 2013           | L'affaire Douliéry : les amants diaboliques du Cap Canaille      | Le 24 mars 2001 à Marseille (Bouches-du-Rhône), Dominique Ortiz, 31 ans, enceinte, est assassinée par son compagnon Jean-Claude Douliéry. Dans la nuit du 15 au 16 mars 2005 à Sanary-sur-Mer (Var), Jean-Pierre Faure est assassiné par son épouse Béatrice Frustieri et son amant Jean-Claude Douliéry. |
| 30 novembre 2013           | Le tueur aux petites annonces                                    | |
| 30 novembre 2013           | Parking mortel                                                   | Le 1er septembre 1995 à Montréal (Québec), Reine Lauzière-Pagé, enseignante, 46 ans, est menottée et poignardée dans une fourgonnette. |
| 7 décembre 2013            | Affaire Omar Raddad : le jardinier innocent ?                    | |
| 7 décembre 2013            | Meurtre entre ados                                               | |
| 7 décembre 2013            | Colleen, séquestrée dans une boîte                               | |
| 14 décembre 2013           | Affaire Ranucci : le pull-over rouge                             | |
| 14 décembre 2013           | Polygamie, les liaisons dangereuses                              | Jean-Luc Lemaire, 31 ans, employé à l'hippodrome de Compiègne (Oise), est assassiné par son épouse Isabelle et deux de ses amants, Frédéric Ricaux et Alain Lanternier, puis enseveli dans une sablière à Bitry le 10 novembre 2008. |
| 14 décembre 2013           | Marie, de la famille modèle au drame                             | ? |
| 11 janvier 2014            | Affaire Jean-Pierre Treiber                                      | |
| 11 janvier 2014            | La cougar et le légionnaire                                      | Alfred Cavanna, 60 ans, patron de la boîte de nuit Chez Amédée est abattu chez lui de quatre coups de carabine par Arnaud Thévenin à Épagny (Haute-Savoie) le 5 avril 1997 . L'assassinat était commandité par sa femme Monique et son amant Jozef Michalek. |
| 11 janvier 2014            | Folles à tuer                                                    | l'affaire Sylvia Seegrist (en), l'affaire Bobbie Sue Dudley et l'affaire Christina Marie Riggs (en) |
| 18 janvier 2014            | Affaire Typhaine: une mère aux deux visages                      | |
| 18 janvier 2014            | Cindy, ange ou démon ?                                           | Le 28 mai 2009 à Woippy (Moselle), Serge Martz, 44 ans, est assassiné par Jérémie Zimmer, agent de sécurité et amant de sa compagne Cindy Senocq, organisatrice du guet-apens avec la complicité son frère Mickaël. |
| 18 janvier 2014            | Fatale attraction                                                | l'affaire Martha Wise, l'affaire Diane Downs, et l'affaire Parashumti-Stasinowsky (en) |
| 25 janvier 2014            | Affaire Al-Hilli : la tuerie de Chevaline                        | |
| 25 janvier 2014            | Angélique, le combat d'une mère                                  | Angélique Dumetz, 19 ans, est violée et poignardée par José Mendes Furtado près de Compiègne (Oise) le 12 octobre 1996. |
| 25 janvier 2014            | Derrière le masque                                               | l'affaire Golay-Rutterschmith (en), l'affaire Betty Lou Beets (en), et l'affaire Kimberly Hricko |
| 22 mars 2014               | RER A : Meurtre à la Saint-Sylvestre                             | Le 31 décembre 2000 aux Mureaux (Yvelines), Jeanette O'Keefe, 28 ans, étudiante australienne est tuée par Adriano Araujo Da Silva. |
| 22 mars 2014               | Parents diaboliques                                              | En octobre 2005, Mélissa, 8 ans, et Jason, 7 ans, sont empoisonnés par leur mère Marie-Hélène Martinez et son nouvel époux Jean-Paul Steijns à Salon-de-Provence (Bouches-du-Rhône). |
| 22 mars 2014               | Le fantôme de l'Opéra                                            | Le 23 juillet 1980 à New York, Helen Hagnes Mintiks, violoniste d'origine canadienne est assassinée par Craig Crimmins. |
| 29 mars 2014               | Affaire Chabé : le pompier, l'amant et la secrétaire ?           | |
| 29 mars 2014               | Crimes passionnels : quand l'amour pousse au meurtre             | Le 19 mai 2008 à Limoges (Haute-Vienne), Kathy Kozlowski, 35 ans, serveuse, est battue et poignardée par son compagnon Gilles Bellion. Le 24 novembre 2006 à Portiragnes (Hérault), Martine Duchemin est poignardée par son époux Serge Duchemin, ex-policier, qui tente de se suicider. |
| 29 mars 2014               | Baby-sitting fatal                                               | Karen Slattery, 14 ans, baby-sitter est assassinée à Delray Beach (Floride) le 24 mars 1984, tout comme Georgianna Worden, 38 ans, le 28 mai 1984 à Boca Raton, par Duane Owen. |
| 12 avril 2014              | L'affaire Dalmasso : une famille déchirée                        | Christophe Dalmasso, 34 ans, riche héritier, est assassiné par le danseur brésilien Edno Borba Da Silva, amant sa fille adoptive Lucie à Nice (Alpes-Maritimes) le 2 septembre 2003. |
| 12 avril 2014              | Qui a tué ma fille ?                                             | Sylvie Baton, étudiante, 24 ans, est violée et tuée par le tueur en série allemand Ulrich Muenstermann à Avallon (Bourgogne) le 5 mai 1989. |
| 12 avril 2014              | La vie secrète d'un homme parfait                                | René Charles, 56 ans, est abattu par Daniel Jean-Baptiste, époux de sa maîtresse Philomène à Spring Valley (Nevada) le 21 octobre 1994 |
| 19 avril 2014              | Affaire du petit Enis : kidnappé par un multirécidiviste         | |
| 19 avril 2014              | Lune de miel mortelle                                            | Assassinat maquillé en accident de voiture de Marc Von Beers, 36 ans, homme d'affaires par sa nouvelle épouse Aurore Martin et son amant Peter Uwe Schmitt. |
| 19 avril 2014              | Ami ou ennemi                                                    | Bob Henry, 33 ans, est abattu par son ancien associé Larry Chandela le 11 septembre 1995 à Tacoma (Washington). |
| 3 mai 2014                 | Affaire Bissonnet : le mari, le vicomte et le jardinier          | Bernadette Bissonnet, riche pharmacienne retraitée, est assassinée chez elle par son jardinier Méziane Belkacem le 11 mars 2008 à Castelnau-le-Lez (Hérault). L'assassinat était commandité par son époux Jean-Michel. |
| 3 mai 2014                 | Prêt à tout pour ma fille                                        | Le 1er avril 1989, Michèle Moriamé est tuée par son ex-compagnon Henri Pacchioni, plongeur professionnel à la suite d'une dispute au sujet de leur fille Émilie, handicapée mentale |
| 3 mai 2014                 | Meurtres en série en Floride                                     | Le 25 janvier 1986 à Tampa (Floride), Natalie Blanche Holley, 25 ans, est mutilée par Oscar Ray Bollin Jr., tueur en série. |
| 10 mai 2014                | Affaire Le Couviour : un héritage très convoité                  | Le 9 avril 2009 à Grand-Champ (Morbihan) Anne-Marie Le Couviour est étouffée par Wenceslas Lecerf et Guénolé Madé lors du cambriolage commandité par sa belle-fille Josiane, par l'intermédiaire de son jardinier Loïc Dugué. |
| 10 mai 2014                | Le boucher de Saint-Martin                                       | Le 20 février 2005 à Paris, Christelle Leroy, 26 ans et son fils Lucas, 5 ans, sont tués et dépecés par l'employeur et amant de Christelle Bérenger Brouns. |
| 10 mai 2014                | Démasqué par son médium                                          | John et Nancy Bosco sont assassinés par Joseph Clark à Bigfork (Minnesota) le 12 août 1993. |
| 24 mai 2014                | Affaire Greiner : le pompier aux deux visages                    | |
| 24 mai 2014                | Manuela, la veuve noire                                          | Daniel Cano, 58 ans, chaudronnier, est empoisonné dans sa voiture par son épouse Manuela Gonzalez le 30 octobre 2008 dans l'Isère. |
| 24 mai 2014                | Une nuit meurtrière                                              | Îles Keys (Floride) 22 août 1991 Michael et Susan « Missy » MacIvor assassinés par Thomas Michael Overton |
| 31 mai 2014                | Affaire Leclercq : le dépeceur de Mons                           | |
| 31 mai 2014                | Mon conjoint a voulu m'assassiner                                | Meschers-sur-Gironde (Charente-Maritime) 15 avril 2008 Michèle Vollet écrasée tabassée égorgée cutter par Thierry Noirot et Evelyne Courtioux infirmiers commandité ex-mari Jean-Claude Gardrat dirigeant deux centres de contrôle technique. Petit-Quevilly (Seine-Maritime) 31 janvier 2004 Laëtitia Chigot conseillère clientèle frappée défenestrée par compagnon Ludovic Dorin chauffeur routier restera paraplégique |
| 31 mai 2014                | Pour l'amour d'un fils                                           | Noemi Roman, 18 ans, est tuée par Kurvin Richardson à Boston (Massachusetts) le 31 mai 1990 |
| 14 juin 2014               | Affaire Belkacem : un ménage à trois mortel                      | |
| 14 juin 2014               | Le taxi de la mort Cauchemar meurtrier : pour l'amour d'une mère | Anne-Marie Allaix est exécutée de plusieurs balles dans la tête par son époux Antoine Cionini, chauffeur de taxi en demande de divorce le 13 février 1996 à Marseille (Bouches-du-Rhône) En août 1998 à Avèze (Gard), Christian Carrié poignarde et dépèce son ex-femme Djamila Iftene, 22 ans devant sa fille. |
| 14 juin 2014               | Business mortel                                                  | Tempe (Arizona) 5 octobre 1984 Kathleen Marie Smith 20 ans tuée par Robert Ortloff |
| 21 juin 2014               | Affaire Mouillard : un drame familial                            | Ochancourt (Somme) 9 décembre 2007 Bruno Mouillard assassine fusil de chasse compagne Isabelle Ferreira 42 ans et nièce d'Isabelle Sandrine Létal 32 ans jalousie |
| 21 juin 2014               | Cauchemar meurtrier : pour l'amour d'une mère                    | Avèze (Gard) août 1998 Christian Carrié poignarde son ex-femme Djamila Iftene 22 ans devant sa fille et la dépèce |
| 21 juin 2014               | Polygamie fatale                                                 | Chicago (Illinois) septembre 2000 forêt Traci Todd 34 ans hôtesse de l'air démembrée par compagnon Kevin Williams |
| 5 juillet 2014             | Affaire Prévosto : l'amour à mort                                | autoroute A75 près Pézenas (Hérault) 5 juillet 2009 Marie-Paule Prévosto gardienne de la paix droguée carbonisée dans voiture assassinée par Jacques brigadier-chef commissariat Montpellier. |
| 5 juillet 2014             | Un coupable de trop ?                                            | Saint-Sulpice-de-Royan (Charente-Maritime) 27 avril 2007 Jennifer Charron 21 ans serveuse violée tuée incinérée par Jose Nuno Mendes Abrantes |
| 5 juillet 2014             | La mort du dentiste                                              | Blairsville (Indiana) 13 avril 2006 John Yelenic dentiste tué par Kevin Foley commandité par sa femme Michele |
| 12 juillet 2014            | Affaire Chabert : une disparition mystérieuse                    | rond-point de Fos-sur-Mer (Bouches-du-Rhône) 10 juin 2003 disparition Nadine Chabert employée dans une société de réinsertion à Istres 34 ans déposée par époux Patrick conducteur de travaux procédure de divorce |
| 12 juillet 2014            | 25 ans pour connaître la vérité                                  | |
| 12 juillet 2014            | Meurtre à Hollywood                                              | Los Angeles (Californie) 9 mai 1997 Roland Kuster photographe de mode poignardé |

### Deuxième saison (octobre2014-juin2015)
| Date de première diffusion | Titres de l'épisode                                                 | Détails et informations supplémentaires |
| -------------------------- | ------------------------------------------------------------------- | --- |
| 18 octobre 2014            | Affaire du petit Grégory : 30 ans après...                          | |
| 18 octobre 2014            | Amanda Knox : criminelle déterminée                                 | |
| 25 octobre 2014            | Affaire Flactif : le chalet de l'horreur                            | |
| 25 octobre 2014            | Le serial killer de Las Vegas                                       | 20 juillet 1986 Donna Marie Kitowski 20 ans enlevée violée laissée pour morte dans désert par Richard Haberstroh psychopathe                                                                                     |
| 8 novembre 2014            | Affaire Jean-Claude Romand                                          | |
| 8 novembre 2014            | Un crime presque parfait                                            | près de Palm Beach (Floride) 15 juin 2004 Cathy Lamb 30 ans tuée par époux Jeffrey |
| 15 novembre 2014           | Affaire Marc Machin : les meurtres du pont de Neuilly               | |
| 15 novembre 2014           | Kidnapping fatal                                                    | |
| 29 novembre 2014           | Affaire Marc Dutroux : le monstre de Charleroi                      | |
| 29 novembre 2014           | Les cadavres de la chambre froide (en)                              | Palatine (Illinois) 8 janvier 1993 fast-food Brown's Chicken and Pasta les 7 employés abattus par Juan Luna et James Degorski                                                                                    |
| 6 décembre 2014            | Affaire Courjault : l'énigme des bébés congelés                     | |
| 6 décembre 2014            | Rendez-vous avec la mort                                            | San Diego (Californie) 23 décembre 1998 David Allen Stevens 38 ans 2 balles tête incinéré voiture par Ronald Barker et Ny Nourn                                                                                  |
| 3 janvier 2015             | Affaire Guy Georges                                                 | |
| 3 janvier 2015             | Les liens du sang (en)                                              | Decatur (Illinois) 27 septembre 1996 Karyn Hearn Slover exécutée dépecée par son ex-mari Michael junior, son beau-père Michael et Jeannette, sa belle-mère                                                       |
| 7 février 2015             | Affaire Pierrot le fou : autopsie d'un parcours meurtrier           | |
| 7 février 2015             | Trop jeune pour mourir                                              | Pinellas (Floride) mars 1995 près autoroute squelette jeune femme |
| 7 mars 2015                | Francis Heaulme : sur les routes du crime                           | |
| 7 mars 2015                | La disparue du lac                                                  | Pontiac (Michigan) 26 mai 2013 lac Terry Rosaline "Rhonda" Ransom Lee 32 ans violée étranglée par Bobby Lee Taylor                                                                                               |
| 1er avril 2015             | Affaire Ilan Halimi : Le gang des barbares                          | |
| 1er avril 2015             | Crimes non résolus                                                  | Vincennes (Indiana) 7 septembre 1997 Brook Baker 19 ans étudiante en journalisme assassinée chez elle juillet 1999 Erika Elaine Norman tuée par Brian Jones                                                      |
| 8 avril 2015               | l’affaire de la Josacine empoisonnée                                | |
| 8 avril 2015               | Sur les traces du tueur de vieilles dames                           | comté d'Hernando (Floride) un homme en 1991 Sophia Garrity 80 ans Ruth Goldsmith 70 ans Lydia Ridell 79 ans et Lorraine Dawe 87 ans du 7 août au 30 septembre 1993 tués par Edwin Bernard "Mike" Kaprat pyromane |
| 23 mai 2015                | Affaire des séquestrées de Cleveland : trois jeunes filles en enfer | |
| 23 mai 2015                | Le tueur de l'autoroute                                             | |
| 13 juin 2015               | Affaire Valérie Subra : l'appât mortel                              | |
| 13 juin 2015               | Un entourage presque parfait                                        | Orlando (Floride) 31 janvier 1995 Shauna Marie Card 17 ans poignardée chez elle par son voisin Jimmy Bedoya |

### Troisième saison (septembre2015-juin2016)
| Date de première diffusion | Titres de l'épisode                                                                  | Détails et informations supplémentaires |
| -------------------------- | ------------------------------------------------------------------------------------ | --- |
| 19 septembre 2015          | Affaire Thierry Paulin                                                               | |
| 19 septembre 2015          | Prescription mortelle                                                                | Tacoma (Washington) Kathleen Ann Daneker 40 ans, Lacey Stanley Frank McWhorter 44 ans sont empoisonnés au cyanure de sodium. |
| 10 octobre 2015            | Affaire Turquin                                                                      | |
| 10 octobre 2015            | Une victime idéale                                                                   | Great Falls (Montana) 7 octobre 1986 Suzette Pritchard 18 ans employée de nuit dans une station-service est assassinée par Donald Francis Dubray.                                                                                 |
| 24 octobre 2015            | Affaire Bamberski                                                                    | |
| 24 octobre 2015            | Massacre au Texas (en)                                                               | Kilgore (Texas) 23 septembre 1983 soir fast-food centre-ville David Maxwell, Joey Johnson, Monty Landers, Mary Tyler et Opie Hughes sont tués par Darnell Hartsfield et son cousin Romeo Pinkerton.                               |
| 7 novembre 2015            | Affaire des disparues de Perpignan                                                   | |
| 7 novembre 2015            | Meurtre au pays de la country                                                        | Louisville (Kentucky) août 1999 dans un terrain vague près de la gare routière Melissa Haferman 20 ans chanteuse est violée et étranglée par Glenn Isaac Goins.                                                                   |
| 21 novembre 2015           | Disparition de la petite Maddie : les secrets de l'affaire qui a bouleversé le monde | |
| 21 novembre 2015           | Mauvaise rencontre                                                                   | Kensington (Maryland) 9 avril 1982 Wendy Lou Stark 20 ans est tuée par Gerald Anderson Abernathy. |
| 5 décembre 2015            | Affaire Iacono                                                                       | Vence (Alpes-Maritimes) 13 juillet 2000 Christian Iacono maire accusé viol petit-fils Gabriel 25 mars 2015 Lyon procès en révision innocenté                                                                                      |
| 5 décembre 2015            | Le tueur du parc                                                                     | Orlando (Floride) 5 avril 2000 Deborah Fielding est étranglée et violée par Kenny « Biscuit » Williams. |
| 9 janvier 2016             | Affaire Weber                                                                        | |
| 9 janvier 2016             | Meurtre en sous-sol                                                                  | Euclid (Ohio) 7 avril 2008 Marilyn Habian 54 ans institutrice est abattue dans le sous-sol sa maison d'une balle de calibre 44 dans le cœur par Richard Penque son voisin voleur.                                                 |
| 30 janvier 2016            | Affaire Magnotta                                                                     | |
| 30 janvier 2016            | Réveillon fatal                                                                      | Portland (Oregon) 1er janvier 1993 Kimberly Dukin 30 ans sur le siège passager de sa Chevrolet Camaro bleue ayant consommé cannabis et cocaïne est abattue d'une balle dans la tête par Brad Ballantyne voleur alcoolique drogué. |
| 20 février 2016            | Affaire Tremeau : le violeur des parkings                                            | |
| 20 février 2016            | Trop jeune pour mourir                                                               | Livermore (Californie) 11 juin 1991 Jessica Mc Henry 14 ans est brûlée moitié dénudée par Derick Moncada voleur violent. Il se pend en prison.                                                                                    |
| 12 mars 2016               | Affaire Fritzl : 24 ans dans une cave                                                | |
| 12 mars 2016               | Un mari peut en cacher un autre                                                      | Agency (Iowa) matin 26 mai 2012 Lisa Techel 23 ans enceinte est abattue dans son lit d'une balle dans la tête par son époux Seth.                                                                                                 |
| 9 avril 2016               | Affaire Tony Meilhon : le prédateur de Pornic                                        | |
| 9 avril 2016               | Cambriolage fatal                                                                    | Milford (Connecticut) 25 mai 2001 Kelsey Monahon 28 ans enceinte est tuée chez elle par Luis Antonio Rodriguez. |
| 23 avril 2016              | Affaire de l'Ordre du Temple solaire : massacre dans le Vercors                      | |
| 23 avril 2016              | Adolescence brisée                                                                   | Cleveland (Ohio) 6 décembre 1984 Gloria Pointer 14 ans est enlevée violée et tuée par Hernandez Warren. |
| 14 mai 2016                | Affaire Jourdain : les frères siamois de l'horreur                                   | |
| 14 mai 2016                | La disparue du parking (en)                                                          | Corvallis (Oregon) 25 mai 2004 Brooke Wilberger 19 ans étudiante est tuée par Joel Patrick Courtney. |
| 25 juin 2016               | Affaire Géraldine Giraud                                                             | |
| 25 juin 2016               | Affaire Oscar Pistorius                                                              | |

### Quatrième saison (janvier2017-juin2017)
| Date de première diffusion | Titres de l'épisode                                                   | Détails et informations supplémentaires |
| -------------------------- | --------------------------------------------------------------------- | --- |
| 7 janvier 2017             | Affaire Élodie Kulik : qui a tué la jolie banquière ?                 | |
| 7 janvier 2017             | Meurtre au bout de l'échelle                                          | Orlando (Floride) 3 octobre 1991 Denise Collins 28 ans artiste est violée et tuée chez elle par Darius Kimbrough. |
| 14 janvier 2017            | L'affaire Amandine Estrabaud : la disparue du Tarn                    | Roquecourbe (Tarn) 18 juin 2013 Amandine Estrabaud 30 ans assistante d'éducation au lycée professionnel Anne Veaute est enlevée, séquestrée, violée et tuée par Guerric Jehanno maçon.                                                                   |
| 14 janvier 2017            | Frères de sang                                                        | |
| 21 janvier 2017            | L'affaire Alexandre Junca : crime barbare pour un téléphone           | |
| 21 janvier 2017            | Obsession fatale                                                      | |
| 28 janvier 2017            | Affaire Jean-Luc Cayez : un assassin si serviable ...                 | |
| 28 janvier 2017            | Un mari au-dessus de tout soupçon (en)                                | Bolingbrook (Illinois) 2004 Kathleen Savio est assassinée par son ex-époux Drew Peterson sergent de police. 2007 sa 4e épouse Stacy Ann Cales disparait.                                                                                                 |
| 4 février 2017             | Affaire Jessy Travaglini : trio mortel                                | Aubignan (Vaucluse) 11 octobre 2013 Éloïse Bagnolini 30 ans ligotée étranglée chez elle par Jessy Travaglini maitresse et collègue de son compagnon Alain Castel.                                                                                        |
| 4 février 2017             | Un crime presque parfait                                              | |
| 11 février 2017            | Affaire Fatima Anechad : la Veuve noire et les lingots d'or           | Maroc avril 2002 Roger Bendeçon joaillier parti en voyage d'affaire disparait sa compagne Fatima Anechad. |
| 11 février 2017            | Le calvaire de Debra                                                  | West Gardiner (Maine) 16 septembre 1973 Debra Dill violée assassinée près sa voiture accidentée par Michael M. Boucher. |
| 18 février 2017            | L'affaire Laurent Bary : mari/coupable idéal ou tueur de sang-froid ? | |
| 18 février 2017            | Paradis mortel                                                        | |
| 25 février 2017            | Affaire Alfred Petit : père et fils, unis par le sang                 | |
| 25 février 2017            | Prête à tout pour de l'argent (en)                                    | Derry (New Hampshire) 1er mai 1990 Greggory Smart tué balle dans la tête dans sa maison saccagée commandité par épouse Pamela responsable multimédia dans lycée.                                                                                         |
| 4 mars 2017                | Affaire Béatrice Edouin : vengeance fatale                            | Castellar (Alpes-Maritimes) avril 2001 Claude Bichet 47 ans entrepreneur assassiné balle dans la tête commandité par sa maîtresse Béatrice Edouin. |
| 4 mars 2017                | Le club des tueurs                                                    | |
| 11 mars 2017               | Disparitions mystérieuses de familles                                 | L'affaire Troadec : le massacre d'Orvault, l'affaire Dupont de Ligonnès : la tuerie de Nantes et l'affaire Flactif : le chalet de l'horreur. |
| 25 mars 2017               | Affaire Maël Combier : passion meurtrière                             | Impéria (Italie) février 2011 chemin isolé Samira Ben Saad blessée balle dans la nuque par son amant Maël Combier. |
| 25 mars 2017               | L'amour à mort                                                        | |
| 3 juin 2017                | L'affaire Bettina Beau : une maîtresse de trop ?                      | Bois du massif du Pilat (Loire) 27 février 2012 Philippe Gletty 47 ans fondateur et dirigeant d'une PME de menuiserie en aluminium et PVC est abattu d'une balle dans le dos et deux dans la tête par Bettina Beau sa secrétaire comptable et maîtresse. |
| 3 juin 2017                | L'éventreur du Yorkshire                                              | |
| 10 juin 2017               | L'affaire Maeva Rousseau : une vengeance aveugle                      | Val-d'Oise nuit du 7 au 8 avril 2012 Maeva Rousseau 23 ans tuée coups batte de baseball par Alain Berruet. |
| 10 juin 2017               | Meurtre à Central Park (en)                                           | New York 26 août 1986 Central Park Jennifer Levin 18 ans est étranglée par Robert Chambers. |
| 17 juin 2017               | L'affaire Brunel : jalousie mortelle                                  | Châteauneuf-du-Pape (Vaucluse) 13 octobre 2015 Jean-Marc Brunel 58 ans artisan est tué par son frère ainé Dominique et jeté dans le puits de sa villa.                                                                                                   |
| 17 juin 2017               | Le monstre de Manitowoc                                               | |
| 20 juin 2017               | L'affaire Grégory : la fin du mystère ?                               | |
| 20 juin 2017               | L'affaire Alexandre Junca : crime barbare pour un téléphone           | |

### Cinquième saison (septembre2017-juin2018)
| Date de première diffusion | Titres de l'épisode                                           | Détails et informations supplémentaires |
| -------------------------- | ------------------------------------------------------------- | --- |
| 9 septembre 2017           | Affaire Laëtitia Monier : call-girl et meurtrière ?           | Plougonvelin (Finistère) nuit du 23 au 24 juillet 2009 lieu-dit Treiz-Hir Jean-Jacques Le Page 68 ans audioprothésiste retraité est poignardé et abattu dans sa maison incendiée par Laëtitia « Lola » Monier call-girl alcoolique toxicomane. |
| 9 septembre 2017           | Le tueur du canal                                             | Manchester (Grande-Bretagne) de 2008 à 2014 85 personnes meurent noyées dans les canaux. 28 semblent être l’œuvre d'un tueur en série pousseur. |
| 16 septembre 2017          | Affaire Lionel Floury : qui veut la peau du mari idéal ?      | |
| 16 septembre 2017          | Rancune meurtrière                                            | ? |
| 23 septembre 2017          | Affaire Philippe Pico : le trio diabolique ?                  | Magny-les-Hameaux (Yvelines) décembre 1996 Philippe Pico 46 ans garagiste est drogué dans son pavillon par son épouse Yannick Lannou, étranglé par Fabrice Motch l'amant de celle-ci et Lionel, frère de Fabrice. |
| 23 septembre 2017          | Poker meurtrier                                               | En Louisiane de 1996 à 1997 Victor Rossi 41 ans, Barbara Bourgeois 58 ans, Lillian Philippe 71 ans, Sam Arcuri 76 ans et sa femme Louella 69 ans et Joan Brock 55 ans sont tués par le tueur en série Daniel Joseph Blank, pour leur voler de l'argent pour pouvoir jouer au casino. |
| 30 septembre 2017          | Affaire Margot Lagrave : le crime était presque parfait       | Eysus (Pyrénées-Atlantiques) nuit du 11 au 12 novembre 2001 Marguerite « Margot » Lagrave 78 ans est égorgée dans son salon par Daniel Trey et Karine Barboure. |
| 30 septembre 2017          | Trop jeune pour mourir                                        | Afton (Minnesota) 8 mai 1979 Marlys Ann Wohlenhaus 18 ans serveuse est frappée à la tête à coups de marteau au rez-de-chaussé de la ferme familiale par Joseph Donald Ture Junior tueur en série. |
| 07 octobre 2017            | Affaire Gregory, 30 ans après, les dernières révélations      | |
| 07 octobre 2017            | Affaire Jessy Travaglini, trio mortel                         | |
| 28 octobre 2017            | L'affaire de la petite Fiona : la mère au double visage       | |
| 28 octobre 2017            | La mort frappe à la porte                                     | Salt Lake City (Utah) 1er février 1991 Lucille Johnson 78 ans veuve est battue à mort et piétinée chez elle par John Edward Sansing. Il vole des objets chez elle. Phoenix (Arizona) janvier 1998 il vole, viole et tue Elizabeth « Trudy » Calabrese 41 ans avec la complicité de son épouse Kara chez eux. |
| 4 novembre 2017            | Affaire Laëtitia Delecluse : traquée jusqu'à la mort          | Ramonchamp (Vosges) 4 Septembre 2014 Laëtitia Delecluse 38 ans aide-soignante à la maison de retraite de Saint-Maurice-sur-Moselle est tuée d'un coup de couteau au thorax par son conjoint Daniel Rudenko lors d'une dispute, découpée et enterrée dans la cave. |
| 4 novembre 2017            | Amitié fatale                                                 | Oregon 1982 Lori Gale Billingsley 17 ans est violée, frappée à la tête, étranglée, poignardée 12 fois et jetée dans un fossé par Kenneth Lee Hicks voisin de l'oncle de Lori, ivre, amoureux d'elle. |
| 11 novembre 2017           | Affaire Maëlys : la disparition qui bouleverse la France      | |
| 3 février 2018             | Affaire Patrick Isoird : Rendez-vous mortel à Sète            | |
| 3 février 2018             | Meurtre sur la voie ferrée                                    | ? |
| 10 février 2018            | Affaire Alexia Daval : le double jeu du mari idéal            | |
| 10 février 2018            | La lolita de Long Island                                      | |
| 24 février 2018            | Affaire Edwige Perdrix : le SMS de la mort                    | Saint-André-de-Bâgé (Ain) nuit du 31 mars au 1er avril 2013 Edwige Perdrix 29 ans aide-soignante est étranglée par son compagnon Mickaël Dental agent de sécurité avec la complicité de Ludovic, frère de Mickaël. |
| 24 février 2018            | Meurtre au pays des stars                                     | |
| 3 mars 2018                | Affaire Laurent Baca : le grenier de l'horreur                | Toulouse (Haute-Garonne) 6 août 2014 Laurent Baca 37 ans est tué par sa compagne Édith Scaravetti. |
| 3 mars 2018                | Le milliardaire aux deux visages                              | |
| 10 mars 2018               | Affaire Vincenzo Aïutino : les disparues de Longwy            | |
| 10 mars 2018               | Une femme en colère (en)                                      | San Diego (Californie) 5 novembre 1989 Daniel « Dan » T. Broderick 44 ans et son épouse Linda 28 ans sont abattus chez eux par son ex-épouse Elisabeth Anne « Betty » Broderick. |
| 17 mars 2018               | Affaire Cyrille Boutin : partie de chasse fatale              | Gironde 30 octobre 2011 Cyrille Boutin 39 ans est abattu de 4 balles de fusil de chasse, 3 dans le dos et une dans la tête, dans les bois par Jean-Marc Arbouin amant de son épouse Nathalie Sallé. |
| 17 mars 2018               | Le tueur des petites annonces (en)                            | Boston (Massachusetts) 10 avril 2009 à l'hôtel Westin Copley Philip Markoff « le tueur de Craigslist » étudiant en médecine menace avec son pistolet, ligote, bâillonne et vole Trisha Leffler escorte. 14 avril à l'hôtel Copley Marriott il vole et abat Julissa Brisman. Warwick (Rhode Island) 16 avril à l'Holiday Inn Express il menace avec son pistolet et tente de voler Corinne Stout danseuse exotique. Le 15 août 2010 il se suicide dans la prison de Nashua Street à Boston. |
| 24 mars 2018               | Affaire Anaïs Guillaume : Double meurtre à la ferme ?         | Blagny (Ardennes) 16 avril 2013 Anaïs Guillaume 21 ans est tuée par Philippe Gillet son employeur et amant agriculteur. |
| 24 mars 2018               | Meurtres en famille                                           | |
| 31 mars 2018               | L'affaire d'Amato : qui a tué la mère et sa fille ?           | Meyrargues (Bouches-du-Rhône) 31 mars 2003 Chantal d'Amato 53 ans et sa fille Audrey 24 ans sont égorgées chez elles par Poncé Gaudissard chauffeur. |
| 31 mars 2018               | Le destin brisé d'une starlette hollywoodienne                | |
| 7 avril 2018               | L'affaire Christophe Le Scrill : l'étrangleuse de Chantilly   | Lamorlaye (Oise) 5 janvier 1994 Christophe Le Scrill jockey est étranglé par sa femme Nathalie dont il était séparé. |
| 7 avril 2018               | Casey Anthony : une mère tueuse ?                             | |
| 21 avril 2018              | L'affaire Marc Dutroux : la cavale de l'ennemi public n°1     | |
| 2 juin 2018                | L'affaire Jean-Luc Thiebaut : guet-apens mortel               | La Tour (Haute-Savoie) 27 mai 2014 Jean-Luc Thiebaut charpentier est abattu de deux balles dans la tête par José Manuel Marta Evangelista employé d'une usine de décolletage en horlogerie en Suisse époux de sa maitresse Fabienne. Saint-Jean-de-Tholomé 30 juin 2014 son corps est retrouvé dans un trou dans un sous-bois. |
| 2 juin 2018                | Vengeance sur la glace                                        | |
| 16 juin 2018               | L'affaire Angélique Chauviré : Elle a vécu l'enfer au paradis | Partie néerlandaise de Saint-Martin 2 juin 2006 Angélique Chauviré est violée et tuée à coups de pierre sur un chemin par Kathron « Cuchi » Fortune chef de gang espagnol. |
| 16 juin 2018               | Vengeance meurtrière sur le campus (en)                       | Gainesville (Floride) 9 février 1989 Tiffany Sessions 20 ans étudiante en économie disparait. |

### Sixième saison (septembre2018-juin2019)
| Date de première diffusion | Titres de l'épisode                                                    | Détails et informations supplémentaires |
| -------------------------- | ---------------------------------------------------------------------- | --- |
| 8 septembre 2018           | L'affaire Maëlys : Nordahl Lelandais, l'ombre d'un tueur en série?     | |
| 8 septembre 2018           | Le mystère de la momie                                                 | |
| 15 septembre 2018          | L'affaire Sophie Lionnet : le calvaire de la jeune fille au pair       | |
| 15 septembre 2018          | L'amour est un jeu dangereux                                           | Midland (Michigan) 24 septembre 1977 Doris Arndt 29 ans employée dans d'une usine de lecteurs magnétiques est violée et étranglée par Robert « Bob » Lee Haggart au bord du Sanford Lake. Il abandonne son corps dans un bois. Farwell février 1982 il massacre chez eux 7 membres des familles Post et Gaffney de son épouse Garnetta. Novembre 2003 il meurt d'un cancer en prison. |
| 22 septembre 2018          | Double vengeance mortelle                                              | Caumont (Aisne) nuit du 14 au 15 mars 2013 Dominique Laplace éducateur 45 ans est poignardé dans le thorax chez lui. Laon 16 mars José Barreyre tatoueur 47 ans est frappé et abattu devant chez lui par Mallory Kubel-Lescarmontier. 15 août 2014 il se suicide en prison. |
| 22 septembre 2018          | Partie de pêche fatale                                                 | Lac Buchanan (Texas) mai 2002 Justin Roberts 17 ans, Jim Daniels et Kelly Corbin partent en bateau pour pêcher de nuit. Leur bateau est percuté par le bateau Travis Aaron Marburger. Justin Roberts est tué. |
| 6 octobre 2018             | L'affaire Magali Delavaud : Un crime presque parfait                   | Saint-Cierge-sous-le-Cheylard (Ardèche) 13 novembre 2014 Magali Delavaud 26 ans secrétaire médicale est étouffée par son compagnon Jérôme Faye chauffeur-mécanicien. Elle est trouvée le 14 novembre sur le siège passager de sa voiture brulée contre un arbre en contrebas d'une route sinueuse. |
| 6 octobre 2018             | Le tueur masqué                                                        | Jonesville (Caroline du Nord) 5 octobre 1996 le policier Gregory « Greg » Keith Martin est abattu d'une balle dans la tête par Scott Vincent Sica. |
| 13 octobre 2018            | L'affaire Françoise Saffer : les secrets du chauffeur routier          | Bourogne (Territoire de Belfort), nuit du 27 au 28 août 2013 Françoise Saffer 56 ans est tuée par son mari Éric Desnoue chauffeur routier. |
| 13 octobre 2018            | Un tueur insaisissable                                                 | Largo (Floride) 30 juin 1986 Bill Cosco est poignardé chez lui par Jeffrey Scott Payne. |
| 20 octobre 2018            | Affaire Patricia Dagorn : la veuve noire de la côte d'Azur ?           | Patricia Dagorn attire des hommes dans son lit, puis les empoisonne au Valium. « La veuve noire de la Côte d'Azur », « La diabolique de la Riviera ». |
| 20 octobre 2018            | Les frères meurtriers                                                  | Mio (Michigan) 21 novembre 1985 David Tyll et Brian Ognjan chasseurs amis d'enfance sont tués à coup de batte de baseball par les frères Raymond et Donald Duvall qui donnent leurs corps à manger aux cochons. |
| 27 octobre 2018            | L'affaire du violeur des balcons                                       | Avignon (Vaucluse) de septembre 2013 à janvier 2015 quartier de Montfavet Abdelhamid Zouhari agent de maîtrise viole 6 femmes et tente d'en violer 4 autres. |
| 27 octobre 2018            | Meurtre au country club                                                | Largo (Floride) 6 juin 1987 Susan Heyliger 42 ans barmaid est tuée au Country Club Lounge par Jeffrey « Jeff » Lobik. |
| 22 décembre 2018           | L'affaire Rédoine Faïd                                                 | |
| 22 décembre 2018           | Qui a tué Barbara Lloyd ?                                              | Buffalo (état de New York) 15 mars 1974 Barbara Lloyd 33 ans est poignardée chez elle par son beau-frère Leon « Rusty » Chatt. |
| 12 janvier 2019            | L'affaire Odile Touche : Les secrets du journal intime                 | Roost-Warendin (Nord) 25 mai 2007 Odile Touche 36 ans agent de sécurité est violée, battue et étranglée dans son lit par son ex-mari Olivier. |
| 12 janvier 2019            | Le tueur de Big Ben                                                    | Sydney (Nouvelle-Écosse) 22 mars 1992 Marie Lorraine Dupe dans une épicerie est poignardée 40 fois par Ernest Gordon Strowbridge. |
| 19 janvier 2019            | L'affaire Josiane Bézard : jalousie meurtrière ?                       | Sainte-Tulle (Alpes-de-Haute-Provence) 9 janvier 2014 Josiane Amoureux-Bézard 53 ans est tuée par son mari Philippe. |
| 19 janvier 2019            | Petits meurtres entre amis (en)                                        | Bradbury (Californie) 16 avril 1988 Mickey Thompson champion de course et son épouse Trudy sont abattus devant leur maison par deux hommes commandités par Michael Frank Goodwin un associé de Mickey. |
| 26 janvier 2019            | L'affaire Jacques Métais : le catamaran de la mort                     | Bandol (Var) 25 septembre 2010 sur son catamaran amarré Jacques Métais 66 ans est étouffé par son ex-épouse Annie Slama psychologue ex-cadre de la Banque de France. |
| 26 janvier 2019            | La forêt de l'horreur                                                  | Moreland (Georgie) 10 octobre 1987 Vieng Phovixay 19 ans enceinte d'origine laotienne est enlevée, emportée dans une forêt violée et tuée par Charles Travis Manley. |
| 2 février 2019             | L'Affaire Raphaël Lomoro : règlement de compte ou complot familial ?   | 15 décembre 2006 Raphaël Lomoro 47 ans est abattu et incinéré par son épouse Simone et sa fille Sandie. |
| 2 février 2019             | Un meurtre sans cadavre (en)                                           | 23 février 1996 Robert « Bob » Wykel 65 ans est tué par Myron « Mike » Wynn. |
| 9 février 2019             | L'affaire Lysiane Fraigne : qui a tué la boulangère d'Oléron ?         | Île d'Oléron (Charente-Maritime) octobre 2015 Lysiane Fraigne 54 ans vendeuse en boulangerie est tuée par son amant Guilain Fricot bouquiniste. |
| 9 février 2019             | Cauchemar au cœur de la nuit                                           | |
| 16 février 2019            | L'affaire Pierre Silvano : le mari, la femme et le tueur à gages       | Cointrin (Suisse) dans la nuit du 25 au 26 novembre 2008 Pierre Silvano 40 ans est abattu de 2 balles dans la tête dans sa chambre sur son lit par Gilbert tueur à gages commandité par son épouse Karine. |
| 16 février 2019            | Les voisines tueuses                                                   | Upland (Californie) en septembre 1999 Jack Irwin 70 ans militaire retraité est abattu et dépecé par sa voisine Marcia Ann Johnson avec la complicité de sa compagne Judy Gellert. |
| 23 février 2019            | L'affaire Philippe Bertrand : la mort au bout du monde                 | Ambohibao (Madagascar) dans la nuit du 23 au 24 décembre 2014 Philippe « Bil » Bertrand 52 ans menuisier est saoulé, étranglé avec une corde, achevé à coups de marteau et incinéré par des tueurs à gage commandités par son épouse Sonya. |
| 23 février 2019            | Vengeance au cœur de la nuit                                           | Highland Park (Michigan) 28 décembre 1983 Andrew « Melvin » Weathers est poignardé par William « Bosco » Lyles ex-compagnon de sa cousine Louise Kountz. |
| 2 mars 2019                | L'affaire Edgar Boulai : massacre à la machette                        | Vaux-le-Pénil (Seine-et-Marne) 16 septembre 1995 Donald Davila 34 ans, sa conjointe Stéphanie Sané 21 ans et leurs 2 enfants sont tués chez eux par Edgar Boulai. |
| 2 mars 2019                | Un prédateur dans la nature                                            | Cosmopolis (Washington) 6 février 1991 sur une route forestière Elaine Marie Mccollum 33 ans est violée et écrasée par David « Dave » Gerard. 4 aout 1996 au bord de la même route il viole et poignarde Carol Lee Leighton 41 ans prostituée toxicomane. Près d'Oakville mars 1999 dans une étable il frappe à coups de marteau Frankie Cochran son ex-compagne dans la ferme où ils travaillent. |
| 6 avril 2019               | L'affaire Évelyne Furlan : deux amants pour un meurtre                 | Castelsarrasin (Tarn-et-Garonne) 1er octobre 2007 Évelyne Furlan 52 ans est étranglée sur son lit avec un cordon électrique par Robert Coutama. |
| 6 avril 2019               | Un été meurtrier (en)                                                  | El Segundo (Californie) 22 juillet 1957, les policiers Milton Curtis et Richard Phillips sont abattus par Gerald Mason. |
| 13 avril 2019              | L'affaire Maureen Jacquier : amitié fatale                             | Toulouse (Haute-Garonne) Maureen Jacquier 19 ans mécanicienne à Airbus est assassinée de 63 coups de couteau dans sa chambre dans son studio par Sylvain Boulais son ami et collègue. |
| 13 avril 2019              | Unis jusque dans la mort                                               | Holland (Michigan) 23 novembre 1987 Rick Brink 28 ans est abattu de 2 balles dans la tête sa voiture devant sa maison, son épouse Gail 22 ans est abattue de 3 balles dans la tête dans son lit par Ryan Wyngarden frère de Gail. |
| 25 mai 2019                | Joël Deprez : Le mari dévoué, l'épouse et son amant                    | Éragny (Val-d'Oise) 21 janvier 2000 dans une forêt le long du chemin de halage au bord de l'Oise Joël Deprez 38 ans déménageur et agent de sécurité est drogué au Lexomil et brûlé vif par William Leguillon et Stéphane Hesry amants commandités par Nathalie épouse de Joël avec la complicité de Sandrine épouse de Stéphane. |
| 25 mai 2019                | Jeux d'enfant dangereux                                                | Scottsdale (Arizona) octobre 1978 Greg Holman 14 ans est tué par Jon Douglas Benson. Il l'enterre dans son jardin. |
| 1er juin 2019              | L'affaire Patricia Bouchon : la joggeuse, le mari et le coupable idéal | Bouloc (Haute-Garonne) 14 février 2011 Patricia Bouchon 49 ans secrétaire d'un cabinet d'avocats est violemment frappée et étranglée par Laurent Dejean plaquiste schizophrène paranoïde sous curatelle. |
| 1er juin 2019              | La maison de la terreur                                                | Adrian (Michigan) 15 janvier 1979 Theresa Carey 19 ans et son amie Yolanda Torres Madison 24 ans sont violées, étranglées et abattues d'une balle par Anthony « Tony » Guy Walker dans la maison de Yolanda. Il tente d'incendier la maison. Sa fille Jessica 11 mois meurt des suites de l'inhalation des fumées. 1er mars 1979 il abat Floyd Beatty près de la porte de derrière de sa maison. 1996 il commet un viol. Il est soupçonné d'avoir violé et tué Arleen Salcedo 24 ans en 1975 et d'avoir tué Daniel Staggs en 1986. |
| 5 juin 2019                | Affaire Paquita Parra : 20 ans après, sur la piste du tueur ?          | Puymoyen (Charente) 4 décembre 1998 route de la vallée des Eaux-Claires Francesca « Paquita » Parra-Palmero 30 ans est assassinée et calcinée dans sa voiture. |
| 5 juin 2019                | L'inconnu du Mississippi                                               | En Géorgie 1985 Thomas Brannan délinquant est frappé avec une batte de softball par Wallace Spence son complice, à qui il a fait des avances. Il l'écrase avec sa voiture. Il abandonne son corps dans une carrière à Quincy (Illinois) derrière un tas de pierres. |
| 15 juin 2019               | L'affaire Stéphane Dieterich : les secrets de l'étudiant modèle        | Cravanche (territoire de Belfort) 4 juillet 1994 dans le Bois-Joli Stéphane Dieterich 24 ans étudiant en histoire est poignardé de 11 coups de couteau par son ami Christophe Blind. |
| 15 juin 2019               | L'autoroute du crime                                                   | Sur une aire d'autoroute du Wisconsin 18 novembre 2003 Pat Zemke chauffeur routier est abattu à coups de fusil de chasse dans la cabine de son camion par Michael Haydon. |
| 30 juin 2019               | L'Affaire Troadec : Le massacre d'Orvault                              | |

### Septième saison (septembre2019-juin2020)
| Date de première diffusion | Titres de l'épisode                                                     | Détails et informations supplémentaires |
| -------------------------- | ----------------------------------------------------------------------- | --- |
| 7 septembre 2019           | L'affaire Sophie Le Tan : la visite d'appartement a-t-elle mal tourné ? | |
| 7 septembre 2019           | L'incroyable histoire de Patty Hearst : coupable ou victime ?           | |
| 14 septembre 2019          | L’affaire Joseph Vincensini : le cadavre sans tête de Corte             | Corte (Haute-Corse) 24 janvier 2005 Joseph Vincensini, patron de la boîte de nuit l'Oasis, est décapité par Xavier Luciani patron du restaurant l'Échiquier, avec la complicité de sa compagne Nathalie Battesti serveuse dans son restaurant, son neveu Sébastien Giudicelli, Joseph Sabiani toxicomane, et Dominique Pasqualaggi terroriste indépendantiste professeur d’archéologie. |
| 14 septembre 2019          | Kim Kardashian : du scandale à la célébrité                             | |
| 21 septembre 2019          | L'affaire Catherine Gardère : rencontre mortelle en Charente-Maritime   | Échillais (Charente-Maritime) 2 octobre 2014 Catherine Gardère 51 ans employée d'un laboratoire d'analyses médicales est frappée violée et tuée dans un bois par Jérémy Tiberghien. |
| 21 septembre 2019          | L'adolescent le plus détesté des États-Unis (en)                        | Burleson (Texas) 15 juin 2013 Breanna Mitchell 24 ans, Brian Jennings 41 ans pasteur, Hollie Boyles 52 ans et sa fille Shelby 21 ans sont tués par Ethan Anthony Couch conduisant ivre et drogué. |
| 28 septembre 2019          | L'affaire Jean-Paul Quaire : Guet-apens sanglant                        | Étoile-sur-Rhône (Drôme) nuit du 30 au 31 octobre 2014 Jean-Paul Quaire 51 ans ferrailleur est abattu d'une balle dans la poitrine, frappé, mutilé et jeté dans le Rhône par William Gallinotti frère de son ex-compagne Audrey. |
| 28 septembre 2019          | Lisa Nowak                                                              | |
| 14 octobre 2019            | ?                                                                       | |
| 14 octobre 2019            | ?                                                                       | |
| 26 octobre 2019            | Enlèvements et séquestrations : Spécial « maisons de l'horreur »        | L'affaire Turpin : l'horreur en Californie |
| 26 octobre 2019            | Enlèvements et séquestrations : Spécial « maisons de l'horreur »        | L'affaire Colleen Stan : 7 ans d'enfer |
| 26 octobre 2019            | Enlèvements et séquestrations : Spécial « maisons de l'horreur »        | Viktor Mokhov : le monstre de Russie |
| 7 décembre 2019            | L'affaire Fernando Mourao : Le voisin est-il coupable ?                 | Chateaumeillant (Cher) 24 mars 2016 Fernando Mourao est abattu de 4 balles dans sa maison. |
| 7 décembre 2019            | Un si lourd secret (en)                                                 | Rockaway dans le Queens (New York) 28 juillet 2007 Eric Goodridge est étouffé et castré dans son appartement par sa fille Brigitte Harris, chez elle, car il l'a violée, de même que sa sœur Carleen, quand elles étaient jeunes. |
| 14 décembre 2019           | L'affaire Rouxel : repas de famille fatal                               | Bastide-Clairence (Pyrénées-Atlantiques) 20 février 2016 Pascal Rouxel 55 ans et son épouse Ewa 54 ans sont abattus chez eux par leur fils Kévin commandité par son épouse Sofya Bodnarchuk, devant le frère aîné Yann autiste. |
| 14 décembre 2019           | Retrouvailles meurtrières                                               | Seminole (Floride) 7 juin 2015 Charlie Enice Brooks est tuée à coups de pierre sur la tête par Joseph « Joe » Pope son ancien amoureux. Il se suicide d'une balle dans la tête. |
| 11 janvier 2020            | L'affaire du violeur de la Sambre : le suspect aux deux visages         | |
| 11 janvier 2020            | Triangle amoureux fatal                                                 | Oldsmar (Floride) 13 janvier 2014 Teresa Sue Compton 48 ans est tuée à coup de katana par son compagnon James « Brian » Quilliams dans leur maison. |
| 18 janvier 2020            | L'affaire Jacques Rançon : Meurtres en série à la gare de Perpignan     | |
| 18 janvier 2020            | Amis pour la vie ?                                                      | Pine Level (Caroline du Nord) novembre 2010 Devin Barber 20 ans est abattu par son ami Stefan Gudac. |
| 25 janvier 2020            | L'affaire Sébastien Duplessier : un ami qui vous veut du mal            | Compiègne (Oise) avril 2016 Sébastien Duplessier 29 ans est abattu de 4 balles dans le tête dans son appartement par son ami Yan Hauet. |
| 25 janvier 2020            | Le tueur des bois                                                       | Armada (Michigan) 24 juillet 2014 au bord d'un chemin de randonnée April Millsap 14 ans est battue à mort par James D VanCallis après avoir tenté de la violer. |
| 15 février 2020            | Spécial « Crimes à la Saint-Valentin »                                  | L'affaire Oscar Pistorius : la chute du champion |
| 15 février 2020            | Spécial « Crimes à la Saint-Valentin »                                  | Les feux (mortels) de l'amour : Saint Michaels (Maryland) 14 février 1998 hôtel Harbourtowne Kimberly « Kim » Hricko infirmière en chirurgie empoisonne à la succinylcholine son mari Steven « Steve » 35 ans met en scène un suicide et met le feu à la chambre d'hôtel. |
| 15 février 2020            | Spécial « Crimes à la Saint-Valentin »                                  | Vengeance sanglante à la Saint-Valentin : Brooklyn Center (Minnesota) 14 février 2012 Bret Struck 41 ans est abattu de 8 balles dans sa cuisine par son ex-compagne Rochelle Inselman. |
| 4 avril 2020               | Pierre Bodein : l’affaire Pierrot le fou                                | |
| 4 avril 2020               | Affaire Francis Heaulme le routard du crime                             | |
| 5 avril 2020               | Affaire Patrick Trémeau                                                 | |

### Huitième saison (août2020-juin2021)
| Date de première diffusion | Titres de l'épisode                                                     | Détails et informations supplémentaires |
| -------------------------- | ----------------------------------------------------------------------- | --- |
| 27 août 2020               | L'affaire Kalinka Bamberski : la vengeance d'un père                    | |
| 27 août 2020               | La colère d'une femme                                                   | ? |
| 2 septembre 2020 ?         | Affaire Jean-Claude Romand, une vie de mensonges                        | |
| 12 septembre 2020          | L'Affaire Nadia Touil : laissée pour morte                              | Bondy (Seine-Saint-Denis) 30 décembre 2012 Nadia Touil est frappée et défigurée dans la rue par son mari Menouar. |
| 12 septembre 2020          | Le tueur du cimetière                                                   | ? |
| 19 septembre 2020          | Affaire Kettani-Lamoot : faux héritage et vrai double meurtre           | Ronzon (Belgique) 11 août 2016 Nathan Kettani est poignardé et Vinciane Lamoot est noyée dans la baignoire chez eux par Radwan Elmi-Galib et Sébastien Kesteman. |
| 19 septembre 2020          | Les petits secrets de l'homme d'église                                  | ? |
| 26 septembre 2020          | L'affaire Jean-Baptiste Rambla : le crime en héritage                   | |
| 26 septembre 2020          | Le dépeceur de Londres                                                  | Londres février 2001 le corps d'une femme démembrée par John Sweeney est découvert par un pêcheur dans des sacs dans le Regent's Canal. |
| 3 octobre 2020             | Chevaux mutilés : les mystères d’une affaire hors du commun             | En France, des dizaines de chevaux et de poneys sont tués ou mutilés sans raison. |
| 3 octobre 2020             | Vacances sanglantes                                                     | ? |
| 10 octobre 2020            | L'Affaire des époux Lefebvre : un double meurtre pour une double-vie    | Saujon (Charente-Maritime) Thierry et Marie-Hélène Lefebvre sont tués chez eux par leur gendre Louis-Alphonse Méa. |
| 10 octobre 2020            | Bagarre mortelle                                                        | ? |
| 24 octobre 2020            | L'affaire Olivier Cappelaere : l'empoisonneur de la Côte d'Azur         | Cannes (Alpes-Maritimes) 7 avril 2015 Olivier Cappélaere tente d'empoisonner à l'atropine Suzanne Bailly et son voisin Gabriel Marino. |
| 24 octobre 2020            | Un complot familial                                                     | ? |
| 31 octobre 2020            | Serial killer : dans la tête des plus grands tueurs en série            | Le Picasso du crime |
| 31 octobre 2020            | Serial killer : dans la tête des plus grands tueurs en série            | The Lady Killer |
| 31 octobre 2020            | Serial killer : dans la tête des plus grands tueurs en série            | Le clown tueur |
| 14 novembre 2020           | Affaire Éliane Vazard, jeu sexuel ou assassinat ?                       | Saussay (Eure-et-Loir) 26 septembre 2011 Éliane Vazard 43 ans est asphyxiée dans sa voiture incendiée sur le parking d'une école primaire par son mari Jean-Pierre. |
| 14 novembre 2020           | Obsession mortelle                                                      | ? |
| 26 décembre 2020           | Spéciale « Meurtres à Noël » : Quand le crime s’invite au réveillon     | ? |
| 16 janvier 2021            | Affaire Gérard Pardies : Un ancien policier au-dessus de tout soupçon   | ? |
| 16 janvier 2021            | Nuit meurtrière à Georgetown                                            | ? |
| 23 janvier 2021            | Affaire Frédéric Guittard : divorce fatal ?                             | ? |
| 23 janvier 2021            | La maison de la terreur                                                 | ? |
| 6 février 2021             | Affaire Christophe Sion : la mariée était trop belle                    | Saint-Pétersbourg (Russie) août 2013 Christophe Sion 51 ans analyste financier d'une famille bourgeoise de l'industrie du coton est tué par son épouse russe Dina Sissoïeva, dont il est séparé. Elle démembre son corps et l'incinère dans une forêt à Pskov avec la complicité de son père. |
| 6 février 2021             | Un cadavre dans la valise                                               | ? |
| 13 février 2021            | Speciale St-Valentin : Rencontres amoureuses mortelles                  | ? |
| 3 avril 2021               | L'affaire Nancy Krings : Le pompier, sa femme et la voisine             | Trois-Ponts (Belgique) 11 mars 2015 Bruno Lieber 54 ans est empoisonné à la strychnine par son épouse Nancy Krings. |
| 3 avril 2021               | Une cavale meurtrière                                                   | Dans un champ au Nouveau Mexique (États-Unis) en aout 2010 Linda et Gary Haas retraités sont abattus et calcinés dans leur caravane par John McCluskey avec la complicité de sa compagne et cousine Casslyn Welch.                                                                            |
| 10 avril 2021              | Affaire Guy Chavernac : Duo machiavélique pour un meurtre               | Montayral (Lot-et-Garonne) 22 janvier 2003 Guy Chavernac 40 ans magasinier est abattu et incinéré par sa maîtresse Simone Cambou infirmière aidée par son fils. |
| 10 avril 2021              | Meurtre sous les palmiers                                               | ? |
| 17 avril 2021              | L'affaire Estelle Duran : La mort en héritage ?                         | La Vallée (Charente-Maritime) septembre 2016 Estelle Duran 45 ans est tuée par son frère Loïc. |
| 17 avril 2021              | La mort n'a pas de frontières                                           | Peterborough (Angleterre) 12 août 2011 Vitalija Baliutaviciene 29 ans d'origine lituanienne est tuée par son ex-mari Rimas Venclovas. |
| 1 mai 2021                 | Affaire Jean-Pierre Dufrenne : Week-end fatal à Golancourt              | ? |
| 1 mai 2021                 | Passion, trahison et millions de dollars : meurtre à las Vegas          | ? |
| 22 mai 2021                | L'affaire Isabelle Mosser : qui en voulait à la mère de famille ?       | Illfurth (Haut-Rhin), 12 septembre 2013, Isabelle Brand, née le 30 septembre 1972, est poignardée chez elle par son mari Éric Mosser, chauffagiste, né le 23 août 1968. |
| 22 mai 2021                | Partie de chasse fatale                                                 | ? |
| 5 juin 2021                | Affaire Christelle Blétry : 123 coups de couteau pour 20 ans de mystère | |
| 5 juin 2021                | Le spring break de l'horreur                                            | ? |
| 26 juin 2021               | L'affaire Valérie Bacot : le meurtre au bout de l'enfer                 | |
| 26 juin 2021               | Frères de sang                                                          | ? |
| Date ? 2021                | Titre ?                                                                 | ? |
| Date ? 2021                | Titre ?                                                                 | ? |

### Neuvième saison (septembre2021-juin2022)
| Date de première diffusion | Titres de l'épisode                                                     | Détails et informations supplémentaires                                                               |
| -------------------------- | ----------------------------------------------------------------------- | --- |
| 4 septembre 2021           | L'Affaire Delphine Jubillar : Rumeurs, soupçons et révélations          | |
| 4 septembre 2021           | Une disparition mystérieuse                                             | ? |
| 11 septembre 2021          | L'Affaire Charlène Grosdent : mensonges et trahison                     | ? |
| 11 septembre 2021          | Un puzzle macabre                                                       | ? |
| 18 septembre 2021          | L'Affaire Turan Bekar : le bouquet mortel de la fleuriste               | |
| 18 septembre 2021          | Un meurtre diabolique chez les traders                                  | ? |
| 25 septembre 2021          | L'Affaire Betty Mannechez : voyage au bout de l’enfer                   | ? |
| 25 septembre 2021          | Le jardin de l’horreur                                                  | ? |
| 9 octobre 2021             | L'Affaire Julie Douib : Meurtre à L'Île-Rousse                          | Haute-Corse 3 mars 2019 Julie Douib est abattue chez elle par son ex-compagnon Bruno Garcia-Cruciani. |
| 9 octobre 2021             | Rencontre fatale sur le net                                             | ? |
| 30 octobre 2021            | Spéciale : « Massacres en famille »                                     | ? |
| 13 novembre 2021           | L'Affaire Romain Gambier : Triangle amoureux fatal                      | ? |
| 13 novembre 2021           | La vie secrète de Kathy Goble                                           | ? |
| 27 novembre 2021           | L'Affaire Jennifer Grante : Crime passionnel ou meurtre de sang-froid ? | ? |
| 27 novembre 2021           | Une suspecte idéale                                                     | ? |
| 4 décembre 2021            | L'Affaire Laura Fay : Vacances fatales                                  | ? |
| 4 décembre 2021            | Une disparition mystérieuse                                             | ? |
| Date ? 2021                | Titre ?                                                                 | ? |
| Date ? 2021                | Titre ?                                                                 | ? |